# National Space Science Data Center
Il National Space Science Data Center (NSSDC) è una sezione della divisione esplorazione sistema solare della NASA ed è situato nel Goddard Space Flight Center a Greenbelt nel Maryland. Esso è stato creato per archiviare i dati delle missioni delle scienze dello spazio della NASA. I dati, sia immagini che dati scientifici, sono accessibili al pubblico e ai ricercatori.

## Master Catalog
L'NSSDC amministra il catalogo NSSDC ID per ogni nave spaziale lanciata e ogni satellite in orbita. Queste informazioni insieme a quelle dei satelliti sono disponibili nel Master Catalog reperibile pubblicamente.